# Eliksir miłości
Eliksir miłości (ang. Love Potion No. 9) – amerykańska komedia romantyczna fantasy z 1992 roku.

## Fabuła
Źródło:

Nieśmiały biochemik Paul czuje się bardzo samotny. Za radą znajomych zasięga porady u Cyganki, madame Ruth, od której otrzymuje eliksir miłości. Początkowo nie wierzy w skuteczność specyfiku, kiedy jednak napój wypija przypadkowo jego kot – efekt okazuje się zgodny z zapewnieniami Cyganki. Swym odkryciem Paul dzieli się z koleżanką z pracy, Diane Farrow. Oboje postanawiają wypróbować tajemniczy środek na sobie. Diane rozkochuje w sobie kolejnych mężczyzn, w tym potentata finansowego, brytyjskiego księcia i swojego byłego narzeczonego. Paul odkrywa, że jedyną kobietą, którą kocha, jest Diane.

## Główne role
- Tate Donovan – Paul Matthews
- Sandra Bullock – Diane Farrow
- Mary Mara – Marisa
- Dale Midkiff – Gary Logan
- Hillary B. Smith – Sally
- Anne Bancroft – madame Ruth
- Dylan Baker – książę Geoffrey
- Blake Clark – policjant
- Bruce McCarty – Jeff
- Rebecca Staab – Cheryl
- Adrian Paul – Enrico Pazzoli